# Município de Perry (condado de Brown, Ohio)
O município de Perry (em inglês: Perry Township) é um município localizado no condado de Brown no estado estadounidense de Ohio. No ano de 2010 tinha uma população de 4.735 habitantes e uma densidade populacional de 30,96 pessoas por km².

## Geografia
O município de Perry encontra-se localizado nas coordenadas 39° 11′ 27″ N, 83° 55′ 54″ O. Segundo a Departamento do Censo dos Estados Unidos, o município tem uma superfície total de 152.96 km², da qual 152.18 km² correspondem a terra firme e (0.51%) 0.78 km² é água.

## Demografia
Segundo o censo de 2010, tinha 4.735 habitantes residindo no município de Perry. A densidade populacional era de 30,96 hab./km². Dos 4.735 habitantes, o município de Perry estava composto pelo 97.93% brancos, o 0.27% eram afroamericanos, o 0.13% eram amerindios, o 0.38% eram asiáticos, o 0.02% eram insulares do Pacífico, o 0.21% eram de outras raças e o 1.06% pertenciam a duas ou mais raças. Do total da população o 0.55% eram hispanos ou latinos de qualquer raça.